# Movimiento anti-Nebraska
El movimiento anti-Nebraska era un alineamiento político en los Estados Unidos que se formó en oposición a la Ley de Kansas-Nebraska de 1854, y su derogación de la disposición de Compromiso de Misuri que prohibía la esclavitud en territorios de Estados Unidos al norte de la latitud 36 ° 30 'N. (Al tiempo, el nombre de "Nebraska" podría vagamente referirse a áreas al oeste del río Misuri.) 
La mayor parte del movimiento anti-Nebraska consideraba la ley Kansas-Nebraska como una revisión pro-Sur unilateral al supuestamente final Compromiso de 1850, y una violación nefasta de los términos del Compromiso de Missouri.  Muchos se sintieron profundamente alarmados por la posibilidad de que nuevos estados esclavistas se estableciesen en las zonas del norte antes reservadas para los colonos blancos libres. La cuestión de la extensión de la esclavitud a nuevas áreas era diferente de la cuestión de la abolición de la esclavitud en las zonas donde ya existía, y sólo una minoría de los opositores a la ley Kansas-Nebraska eran abolicionistas en el sentido estricto. 
La primera manifestación pública prominente de la oposición al acto fue el Llamamiento a los Demócratas Independientes en enero de 1854.   Esto fue seguido por reuniones "anti-Nebraska" organizadas localmente en muchas partes de los Estados Unidos. Entre los partidarios se incluían miembros del Partido del Suelo Libre, Conscience Whigs y una extensión de demócratas antiesclavistas. Algunos estaban tratando de organizar un nuevo partido político dedicado a los principios antiesclavistas, mientras que otros no tenían la intención de repudiar las afiliaciones políticas existentes, sino que simplemente deseaban aliarse con los de diversos puntos de vista políticos con el único argumentos de oponerse a la Ley de Kansas-Nebraska.  
Al mismo tiempo, el Partido Whig se desintegraba en el ámbito nacional, y había una gran competencia entre los que deseaban aprovechar esta situación para organizar un nuevo e importante partido basado en la extensión de principios antiesclavistas, y los que deseaban organizar un nuevo partido basado en antiinmigración y anti-catolicismo. En un primer momento, en muchas áreas el "Partido Americano" o Know Nothing parecía beneficiarse de la disolución de los whigs, pero por 1856, el Partido Republicano antiesclavista, el sucesor organizado del movimiento anti-Nebraska, fue uno de los dos partidos mayoritarios de los Estados Unidos (véase la elección presidencial de Estados Unidos, 1856).
Salmon Chase fue una de las figuras prominentes en el movimiento anti-Nebraska. Abraham Lincoln volvió a entrar en la política como consecuencia de la Ley de Kansas-Nebraska (después de un período en el que se dedicó a su profesión de abogado) , y fue un prominente orador local anti-Nebraska en el centro de Illinois. 